# Eleições legislativas de 2019 em Santarém

## Resultados Oficiais
| Partido                 | Partido                              | Votos  | %               | +/-   |
| ----------------------- | ------------------------------------ | ------ | --------------- | ----- |
|                         | Partido Socialista                   | 10 821 | 37,71 / 100,00  | 2,34  |
|                         | Partido Social Democrata             | 7 368  | 25,67 / 100,00  | -     |
|                         | Bloco de Esquerda                    | 2 785  | 9,70 / 100,00   | 0,25  |
|                         | CDU - Coligação Democrática Unitária | 2 014  | 7,02 / 100,00   | 1,70  |
|                         | CDS – Partido Popular                | 1 406  | 4,90 / 100,00   | -     |
|                         | CHEGA!                               | 810    | 2,82 / 100,00   | Novo  |
|                         | Pessoas–Animais–Natureza             | 733    | 2,55 / 100,00   | 1,44  |
|                         | Outros (com menos de 1,00%)          | 1 580  | 5,50 / 100,00   |       |
| Votos Inválidos         | Votos Inválidos                      | 1 182  | 4,12 / 100,00   | 0,33  |
| Total                   | Total                                | 28 699 | 100,00 / 100,00 |       |
| Eleitorado/Participação | Eleitorado/Participação              | 51 162 | 56,09 / 100,00  | 3,10  |
| Fonte                   | Fonte                                | [ 1 ]  | [ 1 ]           | [ 1 ] |

## Resultados por Freguesia
Os resultados seguintes referem-se aos partidos que obtiveram mais de 1,00% dos votos:
| Freguesia                                  | %     | %     | %     | %     | %    | %    | %    | Votantes |
| Freguesia                                  | PS    | PSD   | BE    | CDU   | CDS  | CH   | PAN  | Votantes |
| ------------------------------------------ | ----- | ----- | ----- | ----- | ---- | ---- | ---- | -------- |
| Abitureiras                                | 45,04 | 22,63 | 7,11  | 4,31  | 5,17 | 1,72 | 1,72 | 464      |
| Abrã                                       | 37,16 | 29,57 | 10,31 | 3,50  | 5,84 | 1,36 | 0,39 | 514      |
| Achete, Azoia de Baixo e Póvoa de Santarém | 40,36 | 24,98 | 8,41  | 5,63  | 5,79 | 1,98 | 2,14 | 1 261    |
| Alcanede                                   | 31,05 | 39,91 | 6,84  | 2,95  | 6,46 | 1,36 | 1,26 | 2 135    |
| Alcanhões                                  | 35,61 | 17,74 | 7,12  | 17,04 | 5,87 | 3,35 | 2,51 | 716      |
| Almoster                                   | 46,02 | 16,95 | 9,13  | 12,52 | 3,00 | 1,96 | 2,48 | 767      |
| Amiais de Baixo                            | 50,00 | 23,95 | 8,94  | 6,84  | 1,43 | 0,77 | 1,77 | 906      |
| Arneiro das Milhariças                     | 48,94 | 24,59 | 7,09  | 6,86  | 2,60 | 0,24 | 1,65 | 423      |
| Azoia de Cima e Tremês                     | 44,77 | 23,06 | 9,46  | 4,59  | 4,23 | 1,62 | 2,07 | 1 110    |
| Casével e Vaqueiros                        | 39,37 | 22,47 | 13,94 | 8,36  | 2,79 | 0,70 | 2,09 | 574      |
| Cidade de Santarém                         | 34,43 | 26,83 | 10,80 | 6,27  | 5,24 | 3,52 | 2,98 | 14 053   |
| Gançaria                                   | 26,71 | 47,29 | 6,50  | 1,44  | 9,75 | 0,36 | 0    | 277      |
| Moçarria                                   | 45,80 | 17,17 | 12,70 | 6,62  | 2,68 | 3,76 | 2,50 | 559      |
| Pernes                                     | 38,15 | 23,42 | 8,42  | 14,17 | 2,52 | 0,28 | 2,10 | 713      |
| Póvoa da Isenta                            | 41,57 | 15,49 | 10,59 | 14,12 | 4,51 | 4,51 | 2,55 | 510      |
| Romeira e Várzea                           | 40,64 | 26,03 | 9,61  | 4,35  | 4,60 | 3,12 | 2,63 | 1 218    |
| São Vicente do Paul e Vale de Figueira     | 45,28 | 16,38 | 6,95  | 11,58 | 5,66 | 3,26 | 2,92 | 1 166    |
| Vale de Santarém                           | 43,66 | 17,18 | 8,33  | 11,33 | 3,53 | 4,13 | 3,53 | 1 333    |
| Santarém                                   | 37,71 | 25,67 | 9,70  | 7,02  | 4,90 | 2,82 | 2,55 | 28 699   |

#### Abitureiras
| Partido                 | Partido                              | Votos | %               | +/-  |
| ----------------------- | ------------------------------------ | ----- | --------------- | ---- |
|                         | Partido Socialista                   | 209   | 45,04 / 100,00  | 3,39 |
|                         | Partido Social Democrata             | 105   | 22,63 / 100,00  | -    |
|                         | Bloco de Esquerda                    | 33    | 7,11 / 100,00   | 1,34 |
|                         | CDS – Partido Popular                | 24    | 5,17 / 100,00   | -    |
|                         | CDU - Coligação Democrática Unitária | 20    | 4,31 / 100,00   | 0,09 |
|                         | Aliança                              | 12    | 2,59 / 100,00   | Novo |
|                         | CHEGA!                               | 8     | 1,72 / 100,00   | Novo |
|                         | Pessoas–Animais–Natureza             | 8     | 1,72 / 100,00   | 1,34 |
|                         | Iniciativa Liberal                   | 5     | 1,08 / 100,00   | Novo |
|                         | Outros (com menos de 1,00%)          | 20    | 4,31 / 100,00   |      |
| Votos Inválidos         | Votos Inválidos                      | 20    | 4,31 / 100,00   | 1,33 |
| Total                   | Total                                | 464   | 100,00 / 100,00 |      |
| Eleitorado/Participação | Eleitorado/Participação              | 799   | 58,07 / 100,00  | 5,16 |

#### Abrã
| Partido                 | Partido                              | Votos | %               | +/-  |
| ----------------------- | ------------------------------------ | ----- | --------------- | ---- |
|                         | Partido Socialista                   | 191   | 37,16 / 100,00  | 9,94 |
|                         | Partido Social Democrata             | 152   | 29,57 / 100,00  | -    |
|                         | Bloco de Esquerda                    | 53    | 10,31 / 100,00  | 1,95 |
|                         | CDS – Partido Popular                | 30    | 5,84 / 100,00   | -    |
|                         | CDU - Coligação Democrática Unitária | 18    | 3,50 / 100,00   | 3,62 |
|                         | CHEGA!                               | 7     | 1,36 / 100,00   | Novo |
|                         | Aliança                              | 7     | 1,36 / 100,00   | Novo |
|                         | Reagir Incluir Reciclar              | 7     | 1,36 / 100,00   | Novo |
|                         | Outros (com menos de 1,00%)          | 24    | 4,67 / 100,00   |      |
| Votos Inválidos         | Votos Inválidos                      | 25    | 4,86 / 100,00   | 1,01 |
| Total                   | Total                                | 514   | 100,00 / 100,00 |      |
| Eleitorado/Participação | Eleitorado/Participação              | 913   | 56,30 / 100,00  | 0,93 |

#### Achete, Azoia de Baixo e Póvoa de Santarém
| Partido                 | Partido                              | Votos | %               | +/-  |
| ----------------------- | ------------------------------------ | ----- | --------------- | ---- |
|                         | Partido Socialista                   | 509   | 40,36 / 100,00  | 3,96 |
|                         | Partido Social Democrata             | 315   | 24,98 / 100,00  | -    |
|                         | Bloco de Esquerda                    | 106   | 8,41 / 100,00   | 2,29 |
|                         | CDS – Partido Popular                | 73    | 5,79 / 100,00   | -    |
|                         | CDU - Coligação Democrática Unitária | 71    | 5,63 / 100,00   | 2,91 |
|                         | Pessoas–Animais–Natureza             | 27    | 2,14 / 100,00   | 0,85 |
|                         | CHEGA!                               | 25    | 1,98 / 100,00   | Novo |
|                         | Outros (com menos de 1,00%)          | 60    | 4,74 / 100,00   |      |
| Votos Inválidos         | Votos Inválidos                      | 75    | 5,95 / 100,00   | 2,00 |
| Total                   | Total                                | 1 261 | 100,00 / 100,00 |      |
| Eleitorado/Participação | Eleitorado/Participação              | 2 192 | 57,53 / 100,00  | 4,24 |

#### Alcanede
| Partido                 | Partido                              | Votos | %               | +/-  |
| ----------------------- | ------------------------------------ | ----- | --------------- | ---- |
|                         | Partido Social Democrata             | 852   | 39,91 / 100,00  | -    |
|                         | Partido Socialista                   | 663   | 31,05 / 100,00  | 7,74 |
|                         | Bloco de Esquerda                    | 146   | 6,84 / 100,00   | 0,41 |
|                         | CDS – Partido Popular                | 138   | 6,46 / 100,00   | -    |
|                         | CDU - Coligação Democrática Unitária | 63    | 2,95 / 100,00   | 0,61 |
|                         | CHEGA!                               | 29    | 1,36 / 100,00   | Novo |
|                         | Pessoas–Animais–Natureza             | 27    | 1,26 / 100,00   | 0,92 |
|                         | Iniciativa Liberal                   | 22    | 1,03 / 100,00   | Novo |
|                         | Outros (com menos de 1,00%)          | 94    | 4,41 / 100,00   |      |
| Votos Inválidos         | Votos Inválidos                      | 101   | 4,74 / 100,00   | 0,21 |
| Total                   | Total                                | 2 135 | 100,00 / 100,00 |      |
| Eleitorado/Participação | Eleitorado/Participação              | 3 793 | 56,29 / 100,00  | 1,43 |

#### Alcanhões
| Partido                 | Partido                                         | Votos | %               | +/-  |
| ----------------------- | ----------------------------------------------- | ----- | --------------- | ---- |
|                         | Partido Socialista                              | 255   | 35,61 / 100,00  | 2,32 |
|                         | Partido Social Democrata                        | 127   | 17,74 / 100,00  | -    |
|                         | CDU - Coligação Democrática Unitária            | 122   | 17,04 / 100,00  | 4,77 |
|                         | Bloco de Esquerda                               | 51    | 7,12 / 100,00   | 4,23 |
|                         | CDS – Partido Popular                           | 42    | 5,87 / 100,00   | -    |
|                         | CHEGA!                                          | 24    | 3,35 / 100,00   | Novo |
|                         | Pessoas–Animais–Natureza                        | 18    | 2,51 / 100,00   | 1,49 |
|                         | Partido Comunista dos Trabalhadores Portugueses | 9     | 1,26 / 100,00   | 0,14 |
|                         | Outros (com menos de 1,00%)                     | 28    | 3,91 / 100,00   |      |
| Votos Inválidos         | Votos Inválidos                                 | 40    | 5,58 / 100,00   | 2,00 |
| Total                   | Total                                           | 716   | 100,00 / 100,00 |      |
| Eleitorado/Participação | Eleitorado/Participação                         | 1 253 | 57,14 / 100,00  | 4,54 |

#### Almoster
| Partido                 | Partido                                         | Votos | %               | +/-  |
| ----------------------- | ----------------------------------------------- | ----- | --------------- | ---- |
|                         | Partido Socialista                              | 353   | 46,02 / 100,00  | 4,38 |
|                         | Partido Social Democrata                        | 130   | 16,95 / 100,00  | -    |
|                         | CDU - Coligação Democrática Unitária            | 96    | 12,52 / 100,00  | 2,32 |
|                         | Bloco de Esquerda                               | 70    | 9,13 / 100,00   | 1,61 |
|                         | CDS – Partido Popular                           | 23    | 3,00 / 100,00   | -    |
|                         | Pessoas–Animais–Natureza                        | 19    | 2,48 / 100,00   | 1,70 |
|                         | CHEGA!                                          | 15    | 1,96 / 100,00   | Novo |
|                         | Partido Comunista dos Trabalhadores Portugueses | 9     | 1,17 / 100,00   | 0,49 |
|                         | Outros (com menos de 1,00%)                     | 29    | 3,77 / 100,00   |      |
| Votos Inválidos         | Votos Inválidos                                 | 23    | 2,99 / 100,00   | 0,77 |
| Total                   | Total                                           | 767   | 100,00 / 100,00 |      |
| Eleitorado/Participação | Eleitorado/Participação                         | 1 403 | 54,67 / 100,00  | 5,57 |

#### Amiais de Baixo
| Partido                 | Partido                              | Votos | %               | +/-  |
| ----------------------- | ------------------------------------ | ----- | --------------- | ---- |
|                         | Partido Socialista                   | 453   | 50,00 / 100,00  | 2,34 |
|                         | Partido Social Democrata             | 217   | 23,95 / 100,00  | -    |
|                         | Bloco de Esquerda                    | 81    | 8,94 / 100,00   | 3,55 |
|                         | CDU - Coligação Democrática Unitária | 62    | 6,84 / 100,00   | 1,29 |
|                         | Pessoas–Animais–Natureza             | 16    | 1,77 / 100,00   | 1,06 |
|                         | CDS – Partido Popular                | 13    | 1,43 / 100,00   | -    |
|                         | Outros (com menos de 1,00%)          | 40    | 4,42 / 100,00   |      |
| Votos Inválidos         | Votos Inválidos                      | 24    | 2,65 / 100,00   | 1,32 |
| Total                   | Total                                | 906   | 100,00 / 100,00 |      |
| Eleitorado/Participação | Eleitorado/Participação              | 1 503 | 60,28 / 100,00  | 2,04 |

#### Arneiro das Milhariças
| Partido                 | Partido                              | Votos | %               | +/-  |
| ----------------------- | ------------------------------------ | ----- | --------------- | ---- |
|                         | Partido Socialista                   | 207   | 48,94 / 100,00  | 3,75 |
|                         | Partido Social Democrata             | 104   | 24,59 / 100,00  | -    |
|                         | Bloco de Esquerda                    | 30    | 7,09 / 100,00   | 3,37 |
|                         | CDU - Coligação Democrática Unitária | 29    | 6,86 / 100,00   | 3,60 |
|                         | CDS – Partido Popular                | 11    | 2,60 / 100,00   | -    |
|                         | Pessoas–Animais–Natureza             | 7     | 1,65 / 100,00   | 0,81 |
|                         | Reagir Incluir Reciclar              | 6     | 1,42 / 100,00   | Novo |
|                         | Outros (com menos de 1,00%)          | 13    | 3,07 / 100,00   |      |
| Votos Inválidos         | Votos Inválidos                      | 16    | 3,78 / 100,00   | 0,94 |
| Total                   | Total                                | 423   | 100,00 / 100,00 |      |
| Eleitorado/Participação | Eleitorado/Participação              | 718   | 58,91 / 100,00  | 3,49 |

#### Azoia de Cima e Tremês
| Partido                 | Partido                              | Votos | %               | +/-  |
| ----------------------- | ------------------------------------ | ----- | --------------- | ---- |
|                         | Partido Socialista                   | 497   | 44,77 / 100,00  | 7,16 |
|                         | Partido Social Democrata             | 256   | 23,06 / 100,00  | -    |
|                         | Bloco de Esquerda                    | 105   | 9,46 / 100,00   | 0,85 |
|                         | CDU - Coligação Democrática Unitária | 51    | 4,59 / 100,00   | 1,91 |
|                         | CDS – Partido Popular                | 47    | 4,23 / 100,00   | -    |
|                         | Pessoas–Animais–Natureza             | 23    | 2,07 / 100,00   | 1,18 |
|                         | CHEGA!                               | 18    | 1,62 / 100,00   | Novo |
|                         | Aliança                              | 15    | 1,35 / 100,00   | Novo |
|                         | Outros (com menos de 1,00%)          | 47    | 4,23 / 100,00   |      |
| Votos Inválidos         | Votos Inválidos                      | 51    | 4,59 / 100,00   | 0,61 |
| Total                   | Total                                | 1 110 | 100,00 / 100,00 |      |
| Eleitorado/Participação | Eleitorado/Participação              | 1 978 | 56,12 / 100,00  | 0,66 |

#### Casével e Vaqueiros
| Partido                 | Partido                                         | Votos | %               | +/-  |
| ----------------------- | ----------------------------------------------- | ----- | --------------- | ---- |
|                         | Partido Socialista                              | 226   | 39,37 / 100,00  | 7,78 |
|                         | Partido Social Democrata                        | 129   | 22,47 / 100,00  | -    |
|                         | Bloco de Esquerda                               | 80    | 13,94 / 100,00  | 2,12 |
|                         | CDU - Coligação Democrática Unitária            | 48    | 8,36 / 100,00   | 3,13 |
|                         | CDS – Partido Popular                           | 16    | 2,79 / 100,00   | -    |
|                         | Pessoas–Animais–Natureza                        | 12    | 2,09 / 100,00   | 0,23 |
|                         | Aliança                                         | 7     | 1,22 / 100,00   | Novo |
|                         | Partido Comunista dos Trabalhadores Portugueses | 7     | 1,22 / 100,00   | 0,30 |
|                         | LIVRE                                           | 6     | 1,05 / 100,00   | 0,71 |
|                         | Outros (com menos de 1,00%)                     | 11    | 1,92 / 100,00   |      |
| Votos Inválidos         | Votos Inválidos                                 | 32    | 5,58 / 100,00   | 3,05 |
| Total                   | Total                                           | 574   | 100,00 / 100,00 |      |
| Eleitorado/Participação | Eleitorado/Participação                         | 953   | 60,23 / 100,00  | 1,15 |

#### Cidade de Santarém
| Partido                 | Partido                              | Votos  | %               | +/-  |
| ----------------------- | ------------------------------------ | ------ | --------------- | ---- |
|                         | Partido Socialista                   | 4 839  | 34,43 / 100,00  | 0,02 |
|                         | Partido Social Democrata             | 3 771  | 26,83 / 100,00  | -    |
|                         | Bloco de Esquerda                    | 1 518  | 10,80 / 100,00  | 0,20 |
|                         | CDU - Coligação Democrática Unitária | 881    | 6,27 / 100,00   | 1,37 |
|                         | CDS – Partido Popular                | 737    | 5,24 / 100,00   | -    |
|                         | CHEGA!                               | 494    | 3,52 / 100,00   | Novo |
|                         | Pessoas–Animais–Natureza             | 419    | 2,98 / 100,00   | 1,57 |
|                         | Aliança                              | 170    | 1,21 / 100,00   | Novo |
|                         | Iniciativa Liberal                   | 163    | 1,16 / 100,00   | Novo |
|                         | LIVRE                                | 142    | 1,01 / 100,00   | 0,34 |
|                         | Outros (com menos de 1,00%)          | 357    | 2,54 / 100,00   |      |
| Votos Inválidos         | Votos Inválidos                      | 562    | 4,00 / 100,00   | 0,28 |
| Total                   | Total                                | 14 053 | 100,00 / 100,00 |      |
| Eleitorado/Participação | Eleitorado/Participação              | 25 361 | 55,41 / 100,00  | 3,64 |

#### Gançaria
| Partido                 | Partido                              | Votos | %               | +/-  |
| ----------------------- | ------------------------------------ | ----- | --------------- | ---- |
|                         | Partido Social Democrata             | 131   | 47,29 / 100,00  | -    |
|                         | Partido Socialista                   | 74    | 26,71 / 100,00  | 9,08 |
|                         | CDS – Partido Popular                | 27    | 9,75 / 100,00   | -    |
|                         | Bloco de Esquerda                    | 18    | 6,50 / 100,00   | 1,75 |
|                         | CDU - Coligação Democrática Unitária | 4     | 1,44 / 100,00   | 0,76 |
|                         | LIVRE                                | 3     | 1,08 / 100,00   | 1,08 |
|                         | Outros (com menos de 1,00%)          | 10    | 3,61 / 100,00   |      |
| Votos Inválidos         | Votos Inválidos                      | 10    | 3,61 / 100,00   | 1,47 |
| Total                   | Total                                | 277   | 100,00 / 100,00 |      |
| Eleitorado/Participação | Eleitorado/Participação              | 456   | 60,75 / 100,00  | 0,45 |

#### Moçarria
| Partido                 | Partido                              | Votos | %               | +/-  |
| ----------------------- | ------------------------------------ | ----- | --------------- | ---- |
|                         | Partido Socialista                   | 256   | 45,80 / 100,00  | 1,91 |
|                         | Partido Social Democrata             | 96    | 17,17 / 100,00  | -    |
|                         | Bloco de Esquerda                    | 71    | 12,70 / 100,00  | 1,46 |
|                         | CDU - Coligação Democrática Unitária | 37    | 6,62 / 100,00   | 1,17 |
|                         | CHEGA!                               | 21    | 3,76 / 100,00   | Novo |
|                         | CDS – Partido Popular                | 15    | 2,68 / 100,00   | -    |
|                         | Pessoas–Animais–Natureza             | 14    | 2,50 / 100,00   | 1,62 |
|                         | LIVRE                                | 8     | 1,43 / 100,00   | 0,72 |
|                         | Outros (com menos de 1,00%)          | 24    | 4,30 / 100,00   |      |
| Votos Inválidos         | Votos Inválidos                      | 17    | 3,04 / 100,00   | 0,03 |
| Total                   | Total                                | 559   | 100,00 / 100,00 |      |
| Eleitorado/Participação | Eleitorado/Participação              | 925   | 60,43 / 100,00  | 2,36 |

#### Pernes
| Partido                 | Partido                                     | Votos | %               | +/-  |
| ----------------------- | ------------------------------------------- | ----- | --------------- | ---- |
|                         | Partido Socialista                          | 272   | 38,15 / 100,00  | 0,24 |
|                         | Partido Social Democrata                    | 167   | 23,42 / 100,00  | -    |
|                         | CDU - Coligação Democrática Unitária        | 101   | 14,17 / 100,00  | 1,22 |
|                         | Bloco de Esquerda                           | 60    | 8,42 / 100,00   | 0,40 |
|                         | CDS – Partido Popular                       | 18    | 2,52 / 100,00   | -    |
|                         | Pessoas–Animais–Natureza                    | 15    | 2,10 / 100,00   | 1,72 |
|                         | Partido Unido dos Reformados e Pensionistas | 11    | 1,54 / 100,00   | 0,78 |
|                         | Outros (com menos de 1,00%)                 | 33    | 4,63 / 100,00   |      |
| Votos Inválidos         | Votos Inválidos                             | 36    | 5,05 / 100,00   | 1,36 |
| Total                   | Total                                       | 713   | 100,00 / 100,00 |      |
| Eleitorado/Participação | Eleitorado/Participação                     | 1 336 | 53,37 / 100,00  | 0,43 |

#### Póvoa da Isenta
| Partido                 | Partido                                         | Votos | %               | +/-  |
| ----------------------- | ----------------------------------------------- | ----- | --------------- | ---- |
|                         | Partido Socialista                              | 212   | 41,57 / 100,00  | 1,61 |
|                         | Partido Social Democrata                        | 79    | 15,49 / 100,00  | -    |
|                         | CDU - Coligação Democrática Unitária            | 72    | 14,12 / 100,00  | 2,70 |
|                         | Bloco de Esquerda                               | 54    | 10,59 / 100,00  | 1,19 |
|                         | CDS – Partido Popular                           | 23    | 4,51 / 100,00   | -    |
|                         | CHEGA!                                          | 23    | 4,51 / 100,00   | Novo |
|                         | Pessoas–Animais–Natureza                        | 13    | 2,55 / 100,00   | 1,47 |
|                         | Partido Comunista dos Trabalhadores Portugueses | 6     | 1,18 / 100,00   | 0,63 |
|                         | Outros (com menos de 1,00%)                     | 15    | 2,94 / 100,00   |      |
| Votos Inválidos         | Votos Inválidos                                 | 13    | 2,55 / 100,00   | 0,53 |
| Total                   | Total                                           | 510   | 100,00 / 100,00 |      |
| Eleitorado/Participação | Eleitorado/Participação                         | 856   | 59,58 / 100,00  | 4,42 |

#### Romeira e Várzea
| Partido                 | Partido                              | Votos | %               | +/-  |
| ----------------------- | ------------------------------------ | ----- | --------------- | ---- |
|                         | Partido Socialista                   | 495   | 40,64 / 100,00  | 4,10 |
|                         | Partido Social Democrata             | 317   | 26,03 / 100,00  | -    |
|                         | Bloco de Esquerda                    | 117   | 9,61 / 100,00   | 2,15 |
|                         | CDS – Partido Popular                | 56    | 4,60 / 100,00   | -    |
|                         | CDU - Coligação Democrática Unitária | 53    | 4,35 / 100,00   | 1,53 |
|                         | CHEGA!                               | 38    | 3,12 / 100,00   | Novo |
|                         | Pessoas–Animais–Natureza             | 32    | 2,63 / 100,00   | 1,04 |
|                         | Outros (com menos de 1,00%)          | 62    | 5,09 / 100,00   |      |
| Votos Inválidos         | Votos Inválidos                      | 48    | 3,94 / 100,00   | 0,13 |
| Total                   | Total                                | 1 218 | 100,00 / 100,00 |      |
| Eleitorado/Participação | Eleitorado/Participação              | 2 140 | 56,92 / 100,00  | 1,72 |

#### São Vicente do Paul e Vale de Figueira
| Partido                 | Partido                              | Votos | %               | +/-  |
| ----------------------- | ------------------------------------ | ----- | --------------- | ---- |
|                         | Partido Socialista                   | 528   | 45,28 / 100,00  | 4,56 |
|                         | Partido Social Democrata             | 191   | 16,38 / 100,00  | -    |
|                         | CDU - Coligação Democrática Unitária | 135   | 11,58 / 100,00  | 1,71 |
|                         | Bloco de Esquerda                    | 81    | 6,95 / 100,00   | 1,63 |
|                         | CDS – Partido Popular                | 66    | 5,66 / 100,00   | -    |
|                         | CHEGA!                               | 38    | 3,26 / 100,00   | Novo |
|                         | Pessoas–Animais–Natureza             | 34    | 2,92 / 100,00   | 1,43 |
|                         | Outros (com menos de 1,00%)          | 51    | 4,37 / 100,00   |      |
| Votos Inválidos         | Votos Inválidos                      | 42    | 3,60 / 100,00   | 0,69 |
| Total                   | Total                                | 1 166 | 100,00 / 100,00 |      |
| Eleitorado/Participação | Eleitorado/Participação              | 2 219 | 52,55 / 100,00  | 6,77 |

#### Vale de Santarém
| Partido                 | Partido                              | Votos | %               | +/-  |
| ----------------------- | ------------------------------------ | ----- | --------------- | ---- |
|                         | Partido Socialista                   | 582   | 43,66 / 100,00  | 5,79 |
|                         | Partido Social Democrata             | 229   | 17,18 / 100,00  | -    |
|                         | CDU - Coligação Democrática Unitária | 151   | 11,33 / 100,00  | 2,23 |
|                         | Bloco de Esquerda                    | 111   | 8,33 / 100,00   | 2,98 |
|                         | CHEGA!                               | 55    | 4,13 / 100,00   | Novo |
|                         | CDS – Partido Popular                | 47    | 3,53 / 100,00   | -    |
|                         | Pessoas–Animais–Natureza             | 47    | 3,53 / 100,00   | 2,51 |
|                         | Outros (com menos de 1,00%)          | 64    | 4,81 / 100,00   |      |
| Votos Inválidos         | Votos Inválidos                      | 47    | 3,53 / 100,00   | 0,87 |
| Total                   | Total                                | 1 333 | 100,00 / 100,00 |      |
| Eleitorado/Participação | Eleitorado/Participação              | 2 364 | 56,39 / 100,00  | 2,80 |